# Singet dem Herrn ein neues Lied

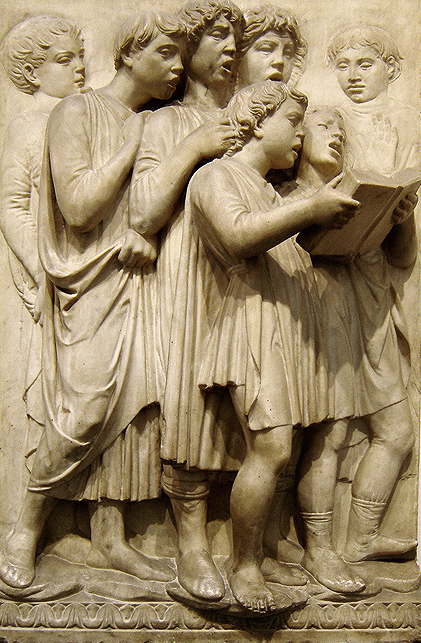
Luca della Robbia: Cantoria,
Psaume 150

Pour l’article homonyme, voir Singet dem Herrn ein neues Lied (BWV 225).
Singet dem Herrn ein neues Lied (Chantez au Seigneur un chant nouveau) (BWV 190) est une cantate religieuse de Johann Sebastian Bach composée à Leipzig pour le Jour de l'an 1724. Pour cette destination liturgique, cinq autres cantates ont franchi le seuil de la postérité : les BWV 16, 41, 143, 171 et 248/4 (quatrième cantate de l'Oratorio de Noël). 

## Histoire et livret
Bach écrivit la cantate durant sa première année à Leipzig à l'occasion de la fête du Jour de l'an qui est également la fête de la circoncision et du baptême de Jésus et la dirigea pour la première fois le 1er janvier 1724. Les lectures prescrites pour ce jour étaient Gal. 3 :23–29 et Luc. 2 :21, la circoncision obligatoire et le choix du nom de Jésus huit jours après sa naissance. Le poète inconnu, peut-être Picander, se réfère seulement de façon générale aux lectures ; il rappelle le choix du nom à la fin du quatrième mouvement, Jesu Namen et il commence chaque ligne de l'aria suivante avec « Jesus ». Son texte insiste par ailleurs sur la louange et les remerciements pour les présents passés et prie pour de nouvelles bénédictions. Pour le chœur d'ouverture, le poète réunit trois versets du Livre des Psaumes, (psaume 149 : 1 et psaume 150 : 4, 6) et, entre eux, les deux premières lignes du « Deutsches Tedeum » de Martin Luther, Herr Gott, dich loben wir. Les paroles du  « Te Deum » reviennent dans le deuxième mouvement, entrecoupées de récitatifs. Le choral de clôture est la deuxième strophe du Jesu, nun sei gepreiset (1591) de Johannes Hermann.
Bach dirigea de nouveau la cantate dans la seconde partie des années 1730. Il est probable que des parties de la musique originale ont été perdues au cours du processus de révision : Pour les deux premiers mouvements, seules subsistent les parties vocales et celles des violons. Bernhard Todt (1904), Walther Reinhart (1948), Olivier Alain (1971), Diethard Hellmann (1995) et Ton Koopman ont tenté de reconstituer les parties manquantes.
Dans son Oratorio de Noël de 1734, Bach a consacré tout le quatrième mouvement du jour de l'an au choix du  nom de Jésus, raconté en un vers issu de l'évangile selon Luc et l'a créé le 1er janvier 1735.

## Structure et instrumentation
La cantate est écrite pour un ensemble festif de trois trompettes, timbales, trois hautbois, hautbois d'amour, deux violons, alto et basse continue avec basson, trois solistes (alto, ténor, basse) et chœur à quatre voix. L'instrumentation est connue par le choral de clôture qui nous est resté, bien que l'essentiel des premiers mouvements soit perdu.
Il y a sept mouvements :
1. chœur : Singet dem Herrn ein neues Lied
2. choral et récitatif (alto, ténor, basse) : Herr Gott, dich loben wir
3. aria (alto, cordes) : Lobe, Zion, deinen Gott
4. récitatif (basse) : Es wünsche sich die Welt
5. aria (ténor, basse, hautbois d'amour) : Jesus soll mein alles sein
6. récitatif (ténor, cordes) : Nun, Jesus gebe
7. choral : Laß uns das Jahr vollbringen

## Musique
Le chœur d'ouverture sur trois versets de psaumes et deux lignes du  « Te Deum » de Luther est une architecture complexe en trois sections. Un concerto, Singet dem Herrn, est complété par la mélodie chorale Herr Gott, dich loben wir à l'unisson, un choral en forme de fugue Alles was Odem hat est conclu par un similaire Herr Gott, wir danken dir, la section finale « Halleluja » est une reprise abrégée de la première.
Dans le deuxième mouvement, le choral est construit en quatre parties et complété par les récitatifs des trois solistes. L'aria pour alto suivante est simple et dansante, le duo est accompagné par un instrument obligato qui n'est pas précisé, ce peut être le hautbois d'amour ou un violon. John Eliot Gardiner a essayé les deux pour finalement retenir une viole d'amour. Aucun mouvement n'a de da capo. Les cordes intensifient les prières du dernier récitatif et le chœur des trompettes souligne la fin de chaque vers du choral de clôture,.

## BWV 190a
À l'occasion de la célébration du bicentenaire de la Confession d'Augsbourg le 25 juin 1730, Bach adapta la cantate pour en faire Singet dem Herrn ein neues Lied, cantate BWV 190a, malheureusement perdue, jouée à l'église Saint-Thomas. Le texte de Picander, différent de la version initiale, nous est parvenu car il fut publié en 1732 dans les « Ernst-Schertzhaffte und Satyrische Gedichte » 3e partie, à Leipzig. Le choral final est la troisième strophe de Es wolle Gott uns gnädig sein (1523) de Martin Luther. La musique est perdue et ne peut être reconstituée qu'à partir de cette cantate BWV 190, puisque la cantate BWV 120b, écrite pour la même occasion ne peut provenir que de Gott, man lobet dich in der Stille, BWV 120.
1. chœur : Singet dem Herrn ein neues Lied
2. choral et récitatif (alto, tenor, bass) : Herr Gott, dich loben wir
3. aria (alto) : Lobe, Zion, deinen Gott
4. récitatif (basse) : Herr, wenn dein Evangelium
5. aria (ténor, basse) : Selig sind wir durch das Wort
6. récitatif (ténor) : Nun Gott, wir opfern dir
7. choral : Es danke, Gott, und lobe dich

## Source
- (en) Cet article est partiellement ou en totalité issu de l’article de Wikipédia en anglais intitulé « Singet dem Herrn ein neues Lied, BWV 190 » (voir la liste des auteurs).